# Mùa xuân vĩnh cửu
Mùa xuân vĩnh cửu (tiếng Anh: The Eternal Springtime) là một bộ phim tài liệu ngắn Việt Nam năm 2021 của đạo diễn Việt Vũ, được phân phối bởi Mailuki Films. Phim được chọn để tranh giải hạng mục Ammodo Tiger Short tại Liên hoan phim Quốc tế Rotterdam lần thứ 50.

## Diễn viên
- Nguyễn Thị Tơ
- Việt Vũ
- Phạm Quang Trung
- Giàng A Pào
- Giàng A Sưa
- Hoang Thi Tu

## Giải thưởng
| Lễ trao giải                           | Hạng mục                    | Đề cử             | Kết quả   | Nguồn       |
| -------------------------------------- | --------------------------- | ----------------- | --------- | ----------- |
| Liên hoan phim Quốc tế Cork lần thứ 66 | Phim tài liệu ngắn hay nhất | Mùa xuân vĩnh cửu | Đoạt giải | [ 4 ] [ 5 ] |
| Liên hoan phim ngắn quốc tế Baku       | Giải Đạo diễn xuất sắc nhất | Việt Vũ           | Đoạt giải | [ 6 ] [ 7 ] |